# Linfangiografia
Linfangiografia estudo radiográfico das estruturas do sistema linfático, incluindo nódulos linfáticos, canais linfáticos, tecidos linfáticos, capilares linfáticos e vasos linfáticos. após a injeção de um contraste adequado.
Usado para diagnosticar câncer ou investigar o nível de disseminação do câncer pelo sistema linfático.

## História
Desenvolvida em 1931 por Hernâni Monteiro, Álvaro Rodrigues, Sousa Pereira e Roberto Carvalho, todos eles professores da Faculdade de Medicina do Porto e investigadores do Laboratório de Cirurgia Experimental da mesma faculdade.

## Principais publicações da linfangiografia
De acordo com uma selecção feita em 1961 por Almeida Garrett, a propósito duma documentada revisão dos trabalhos do Laboratório de Cirurgia Experimental, podemos considerar como principais publicações da linfangiografia os seguintes títulos:
1. CARVALHO, Roberto de & RODRIGUES, Álvaro & PEREIRA, A. de Sousa. La mise en évidence par la radiographie du système lymphatique chez le vivant. Annales d'Anatomie Pathologique et d'Anatomie Normale Médico-Chirurgicale 8 (2), 1931
2. CARVALHO, Roberto de & RODRIGUES, Álvaro & PEREIRA, A. de Sousa. Sur une nouvelle méthode de mise en évidence des lymphatiques. Comptes Rendus de l'Association des Anatomistes, 1931
3. CARVALHO, Roberto de & PEREIRA, A. de Sousa. Novas orientações no estudo do sistema linfático. Arquivo de Patologia 3 (2-3), 1931, pp.1-15
4. MONTEIRO, Hernâni & RODRIGUES, Álvaro & CARVALHO, Roberto de & PEREIRA, A. de Sousa. Para a história do estudo do sistema linfático. Boletín de la Universidad de Santiago de Compostela, 1933
5. RODRIGUES, Álvaro & CARVALHO, Roberto de & PEREIRA, A. de Sousa. Le Thorotrast dans le mise en évidence radiographique des lymphatiques chez le vivant. Comptes Rendus de l'Association des Anatomistes, 1933
6. RODRIGUES, Álvaro & CARVALHO, Roberto de & PEREIRA, A. de Sousa. Sur la méthode radiographique de mise en évidence des lymphatiques chez le vivant. Journal de Radiologie et d'Electrologie (4), 1934
7. MONTEIRO, Hernâni. Visibilidade do sistema linfático no vivo. Portugal Médico (3), 1934
8. RODRIGUES, Álvaro. Alguns problemas sobre circulação linfática. A linfangiografia e suas aplicações. Medicina, 1935
9. MONTEIRO, Hernâni & RODRIGUES, Álvaro & CARVALHO, Roberto de & PEREIRA, A. de Sousa. La méthode radiographique de mise en évidence des lymphatiques chez le vivant et ses applications. Journal International de Chirurgie 2 (6), 1937
10. MONTEIRO, Hernâni. La Lymphangéiographie chez le vivant: méthode, résultats et applications. Bruxelles Médical (7-8), 1938
11. MONTEIRO, Hernâni. Métodos de estudo do sistema linfático no vivo. Boletim da Sociedade de Radiologia Médica 4 (2), 1941